# Club Atlético 3 de Febrero
O Clube Atlético 3 de Febrero é um clube de futebol que joga na Segunda Divisão do Paraguai. Está localizada na populosa Ciudad del Este, Alto Paraná. Foi fundada em 20 de novembro de 1970, tendo como primeiro presidente o Comissário Geral Lucas Gómez Martínez.
O Estadio Antonio Aranda, anteriormente conhecido como Tte. Cnel. Antonio Oddone Sarubbi que é o terceiro maior estádio do país e o maior do interior, com capacidade para cerca de 28.000 espectadores.

## Historia

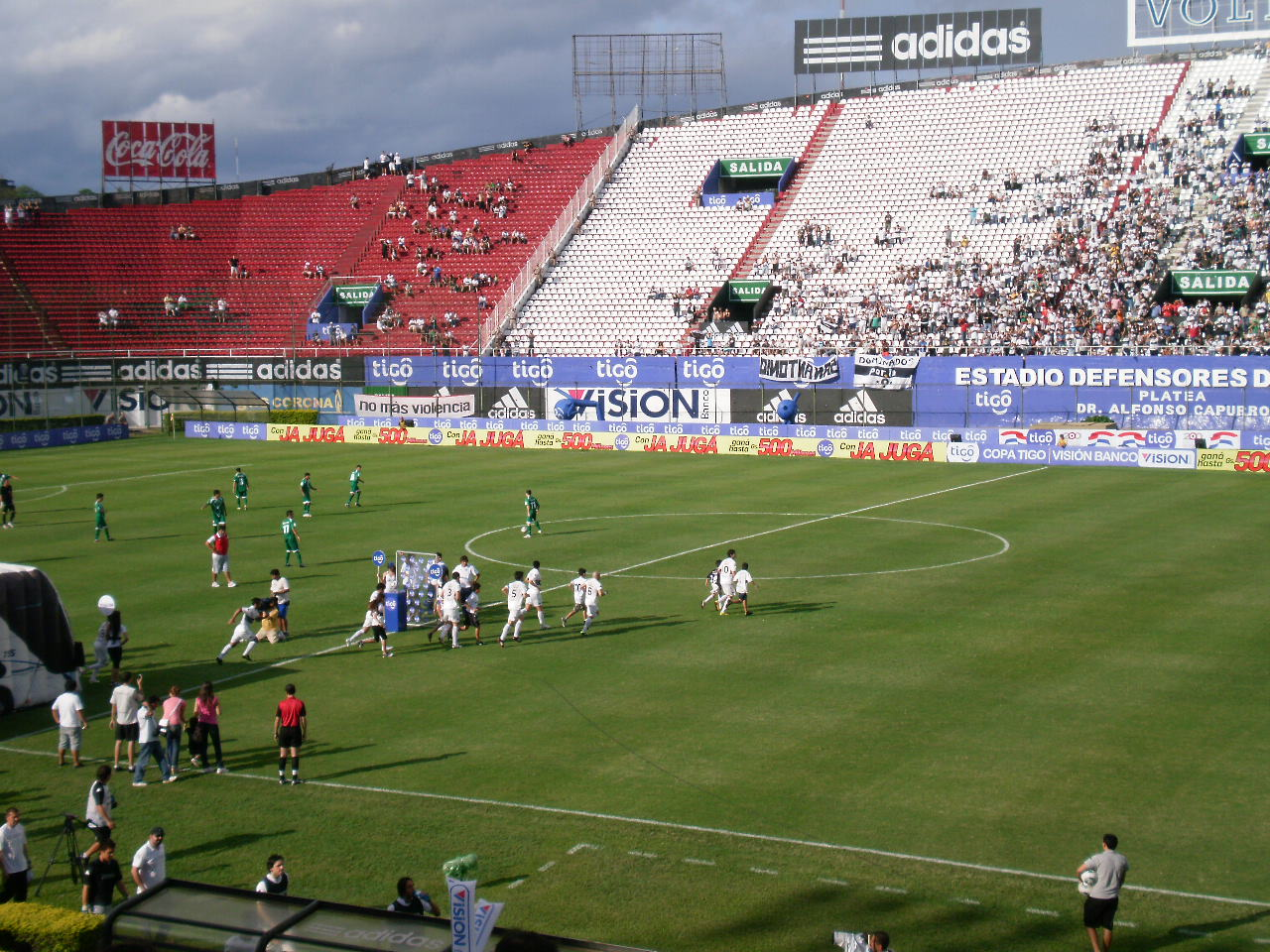
Imagem de Lee Majors interpretando Steve Austin em The Six Million Dollar Man, usada para ilustrar influências culturais da época. No contexto do artigo sobre o Club Atlético 3 de Febrero, reflete o ambiente cultural dos anos 1970, década em que o clube foi fundado, destacando aspectos de popularidade da série como exemplo da mídia que moldava o período.

### O início na liga regional (1970-2004)
O Club 3 de Febrero foi fundado em 20 de novembro de 1970. Tem sede em Ciudad del Este, capital do estado de Alto Paraná. A cidade teve um notável boom de atividade comercial, tudo isso antes da assinatura do Acordo de Itaipu. No dia 3 de fevereiro, ele enche de honra sua cidade, levando como nome a data de sua fundação, também o dia de San Blas, seu padroeiro.
Tudo começou com uma simples conversa entre amigos na casa de Francisco Romero, amigos que tinham em comum a ideia de fundar um clube de futebol. Uma assembleia constituinte foi anunciada por meio de uma rádio local. Entre os que assinaram o ato de fundação do clube estão o Dr. Francisco Romero, Crio. Gral Lucas Gómez Matinez (Primeiro Presidente), Sr. Luis Mariano Fernández Pico, Juan Eudes Pereira, Aníbal Montiel, Óscar Ojeda Villar e outros. Esses homens colocaram sua esperança e entusiasmo no desenvolvimento do futebol oriental.
Logo, o clube passou a integrar a Liga Deportiva Paranaense, sua primeira participação foi em 1971 e conquistaria 5 campeonatos no total. Em 1973 conquistou seu primeiro título de campeão da liga, sob a presidência de Crio. Gral Lucas Gómez Martínez.
Suas conquistas continuarão quando em 1975 ele se sagrou campeão invicto da competição regional, conquistando-a novamente em 1977, 1986 e 1992. Seu último título na liga, ele alcançou em 1997.
O clube participou de uma ou mais edições do Torneio República, competição que integrou clubes do campeonato metropolitano com os do interior e concedeu meia cota para a Libertadores. Na edição de 1995 foi sua melhor atuação, chegando às semifinais, nas quais foi eliminado contra o Cerro Porteño, que se tornaria o campeão do referido torneio e também o vice-campeão metropolitano nesse mesmo ano.
Em 2000, o 3 de Febrero, deu um passo fundamental em sua carreira rumo à Primeira Divisão do Paraguai ao vencer a Copa dos Campeões da UFI, que lhe permitiu ascender à Divisão Intermediária, criada com o objetivo de apresentar o categoria profissional da APF para os clubes do interior filiados à União de Futebol do Interior. Nesta jogou durante os 4 anos seguintes, permanecendo em três anos consecutivos muito perto de atingir o objetivo de promoção, até que finalmente, com a obtenção do título de campeão do Intermediário de 2004, acedeu à Divisão de Honra da temporada mais tarde.

### A Primeira Divisão (2005-2007)
O 3 de Febrero enfrenta clubes de grande importância como Club Olimpia, Libertad, Nacional, Guarani, Club Cerro Porteño, Sportivo Luqueño, entre outros. No primeiro ano o 3 de Febrero com figuras como Leonardo Bordad, Eder Godoy, Roberto Gamarra e Gilberto Palacios, alcançou o 4º lugar na tabela do Apertura 2005 e no Clausura teve uma atuação muito boa, mas na última data, o “3 “Ele precisava vencer nos Defensores del Chaco para entrar na Copa Libertadores de 2006, mas um desempenho medíocre o 3 de Febrero terminou com uma vitória por 6 a 3 do time Tacuary que deixou sem nada a grande campanha do Leste. Em 2006 o desempenho do ano anterior não se repetiu, pois terminaram em 10º no acumulado e foram salvos da queda, mas por uma grande diferença (12 pontos). Alguns resultados foram destacados como a vitória sobre o Olimpia no Apertura por 3 a 2 e no Clausura por 1 a 0. Em 2007 no Apertura, onde saiu o lembrado campeão do Sportivo Luqueño, teve um resultado muito bom no final do torneio, 5º lugar na tabela mas no Clausura arruinaram a campanha terminando em 11º de 12 participantes.

### A promoção (2008)
Já o 3 de Febrero, acostumado a jogar na Primeira Divisão, ele enfrentou 2008 com a missão de acumular pontos para não cair na posição de promoção ou rebaixamento direto. O torneio Apertura correu bem, destacando-se um 4 a 1 frente ao Club Cerro Porteño, em La Olla, onde José Antonio Franco marcou quatro gols, liderado pelo grande estrategista Francisco "Iko" Sosa, que foi o técnico "Revelação" daquele torneio. No Clausura, o “3” foi condenado a contestar a promoção antecipadamente porque na data de número 21 perdeu para o Guarani por 4 a 1, encerrando assim o torneio a 3 pontos no dia 12 de outubro, que terminou em 10º lugar na tabela média. .
A série da promoção enfrentou 3 de fevereiro e General Caballero de Zeballos Cué. A primeira partida foi disputada no dia 10 de dezembro, no estádio Gral.Caballero, onde a seleção oriental venceu por 3 a 0 com gols de Julio Martínez e A. González em duas ocasiões. Enquanto a segunda foi no antigo Antonio Oddone Sarubbi (hoje rebatizado de Antonio Aranda), onde caiu por 2 a 1. No entanto, o desconto de Michel Godoy permitiu que o “3” fosse salvo do rebaixamento devido ao placar global. a seu favor.

### A dança dos "times do calendário" e a luta pela permanência (2009 - 2011)
2009 começou para o "3" com a mesma missão do ano anterior: permanecer na Primeira Divisão. No Torneio Apertura, três foram os times seriamente comprometidos na tabela de rebaixamento: 2 de mayo, 12 de octubre e 3 de fevereiro, coincidentemente os conhecidos "times do calendário", por serem os três da Divisão de Honra cuja nome é uma data. A primeira rodada do Torneio Apertura foi péssima para "3" pois dos 11 jogos disputados, ele perdeu 10, empatou 1 e só conseguiu 1 ponto em 33 disputados. Para a segunda roda a equipe mostrou melhora e embora conseguisse somar 17 pontos no total, não saiu da última colocação na tabela, ao mesmo tempo que na descida ficou na zona de promoção.
No Torneio Clausura seu início pintou melhor o panorama para a equipe: começou com duas vitórias consecutivas contra seus dois principais rivais: 2 de mayo e 12 de octubre. Depois de um empate com o Sportivo Luqueño, a equipe catapultou-se como uma das líderes do Clausura, e foi até a data 7, que a equipe perdeu invicta com uma retumbante derrota em casa para o Olimpia pelo placar de 1-4. Desde a primeira queda, a equipe começou a se enfraquecer com quatro derrotas consecutivas que a colocaram de volta na tabela de rebaixamento. Já no dia 12, o 12 de octubre, derrotou o 3 de fevereiro e estava se aproximando dele na zona de promoção, no dia seguinte empatou com o 2 de mayo, seu outro perseguidor. Só no dia 16 é que a equipe conquistou uma nova vitória: contra o Libertad, candidato ao título. Após duas vitórias consecutivas, o "3" foi salvo do rebaixamento direto. No dia 19 caiu 2 de mayo e o 12 de octubre manteve a esperança de sair 3 de fevereiro na zona de promoção. Na data 21, 3 de Febrero, fez um placar adverso contra o Rubio Ñú e no dia 12 de outubro apenas empatou, de forma que o "3" permaneceu por mais uma temporada no circuito privilegiado do futebol paraguaio, como único representante do interior do país.
O ano da Copa do Mundo de 2010 estava chegando na África do Sul, onde não havia jogo de "promoção" devido ao calendário curto que seria tido, então dois times seriam rebaixados. O "3" teve que lutar pela média com o recém-promovido Trinidense e Sport Colômbia. No Apertura com Carlos Jara Saguier ao leme, começou bem os primeiros 7 encontros, mas quando perdeu para o Olímpia e o Rubio Ñú, o treinador decidiu demitir-se, depois assumiu Raúl Vicente Amarilla, que nada pôde fazer para que o vermelho terminasse em 10º. este torneio. No Clausura voltou a ter mudança de técnico, desta vez o uruguaio Eduardo Rivera assumindo o comando, poupando-lhe 1 data antes do final do torneio.
Em 2011 teve uma péssima campanha que o levou a ficar na zona de rebaixamento ao lado do General Caballero e do Sportivo Luqueño, descendo quando havia uma data para a realização do Torneio Clausura, nesse ano caiu para mais de 3 de fevereiro, Equipe do General Caballero. Desta forma, após 7 anos de permanência na Divisão de Honra, o Vermelho do Leste (como também é conhecido) retornou à Segunda Divisão.

### Passagem de curta duração pela Primeira Divisão (2012-2014)
Em 2012, o Club Atlético 3 de Febrero iniciou sua campanha para retornar à divisão de honra do futebol paraguaio, comandada por Odair Dos Santos, que estava à frente da direção do clube. No entanto, nessa temporada ele terminou em sétimo lugar.
Na temporada de 2013 o clube melhorou muito e com uma ótima campanha vencendo 7 dos 15 jogos e não perdendo nenhum, o "3" voltou a elite do futebol.
Em 2014, o 3 de Febrero fez um péssima campanha. No apertura, a equipe só venceu 2 dos 22 jogos amargando assim o ultimo lugar e chegando a levar goleadas de 5 a 1 para o Olimpia e o Rubio Ñu. No Clausura, o "3" fez uma campanha melhor mas ainda apagada, venceu 7 dos 22 jogos e alcançou o 8º Lugar com 25 jogos. Infelizmente no promedio, o "3" não atingiu a media necessária para se manter na elite e acabou sendo rebaixado junto ao 12 de Octubre.

### Volta a Divisão Intermedia, titulo e rebaixamento (2015-2018)
Em 2015, o 3 de Febrero estreou bem ao vencer por 4 a 0 o 12 de Octubre mas acabou fazendo uma campanha mediana terminando na 8ª Colocação e sem conseguir vencer nenhum jogo nas ultimas 9 rodadas.
Repetindo a temporada anterior, em 2016, o "3" iniciou bem ao vencer por 4 a 1 o San Lorenzo, mas não conseguiu evoluir e terminou novamente em 8º.
Em 2017, o "3" fez uma campanha fantástica vencendo metade dos jogos disputados e só perdendo 4, "El Rojo Paranaense" terminou na liderança com 56 pontos, um ponto á frente do Deportivo Santaní, se sagrando campeão da Divisão intermedia pela terceira vez.
Voltando á elite em 2018, no Apertura o "3" fez uma campanha horrível vencendo 2 dos 22 jogos e terminando com 14 pontos na ultima colocação (12º Lugar).
Pelo Clausura, a equipe fez uma campanha cheia de autos e baixos, chegando a golear o Independiente duas vezes por 4 a 1 na 6ª rodada e na 17ª rodada e ser goleado por 5 a 0 pelo Guaraní na 18ª Rodada, além de um jogo fantástico contra o Libertad que terminou em 4 a 4. Mas a campanha foi mediana e terminando em 8º Colocado com 25 pontos a equipe de Ciudad del Este amargou mais um rebaixamento no promedio.

### Temporada 2019 e Pandemia
Voltando a divisão intermedia, o "3" fez uma campanha sem muito destaque, terminou no meio da tabela em 10º Colocado com uma campanha de 39 pontos em 30 jogos, com 11 vitorias, 6 empates e 13 derrotas. Pela Copa Paraguai a equipe chegou a passar da primeira fase ao vencer por 2 a 1 o Presidente Hayes mas foi eliminado na fase seguinte ao empatar em casa e perder nos pênaltis para o River Plate.
Devido a pandemia de Covid-19, o 3 de Febrero ficou todo o ano de 2020 sem jogar.

### A volta e uma temporada apática novamente
Na temporada de 2021, a equipe começou o divisão intermedia empatando os três primeiros jogos, na quarta rodada veio a primeira vitoria ao vencer em casa o Tacuary por 3 a 0, na rodada seguinte veio a primeira derrota ao perder de 2 a 0 para o Atyrá; Depois dessa derrota a equipe ficou 8 jogos sem perder, mas somente 3 dos 8 jogos foram vitorias, logo após a quebra dessa sequencia ao perder em casa para o Deportivo Santani por 2 a 0, veio uma sequencia de 4 derrotas; Embalado em fazer sequencias, o "3" logo em seguida as 4 derrotas ficou 7 jogos sem perder (vencendo 3) com destaque para um 4 a 1 fora de casa diante do Tacuary e a partir desse momento o time oscilou nos resultados. O que mais atrapalhou na campanha do clube foi a grande quantidade de empates, foram 15, a equipe terminou o campeonato em 8° atras do Sportivo Ameliano que foi para o 4° e disputou o playoffs de acesso.
Na Copa Paraguai a equipe novamente avançou na primeira fase ao vencer o Independiente de Nanawa por 2 a 0 e novamente ser eliminado em casa ao perder dessa vez para o 12 de Octubre por 1 a 0.

## Títulos
| Nacionais | Nacionais                         | Nacionais | Nacionais                           |
|           | Competição                        | Titulos   | Temporadas                          |
| --------- | --------------------------------- | --------- | ----------------------------------- |
| Paraguai  | Divisão Intermedia - 2° Divisão   | 3         | 2004, 2013, 2017                    |
| Paraguai  | Campeonato Paraguaio - 3° Divisão | 1         | 2000                                |
| Regionais |                                   |           |                                     |
|           | Competição                        | Titulos   | Temporadas                          |
|           | Liga Deportiva Paranaense         | 6         | 1973, 1975, 1977, 1986, 1992 e 1997 |

## Sedes e estádios

### Antonio Aranda

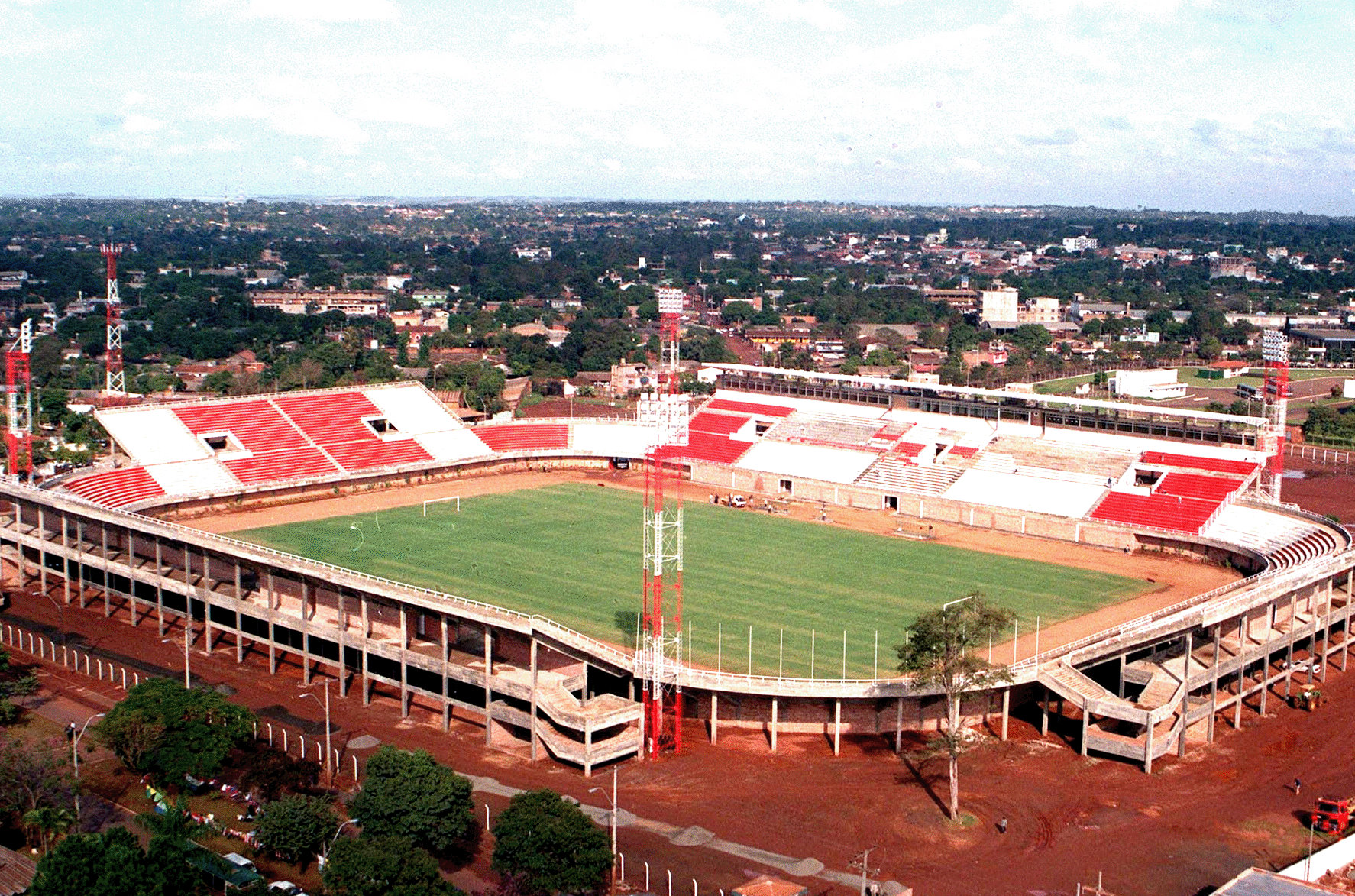
Estádio 3 de Febrero

O estádio do clube 3 de Febrero atualmente leva o nome de Antonio Aranda (ex-tenente-coronel Antonio Oddone Sarubbi) e está localizado no coração de Ciudad del Este. Foi construído em 1972, e em 1999 foi remodelado para a Copa América de 1999, tornando-se o segundo estádio mais importante do país, o maior do interior do Paraguai, com capacidade para aproximadamente 28.000 espectadores.
Dispõe de sala de imprensa, sala para equipa médica, sala de palestras técnicas, quatro balneários modernos com respectivas casas de banho, vestiário de árbitros, ginásio equipado, 32 cabinas de jornalistas, cada uma com linha telefónica e parque de estacionamento próprio para viaturas. Além disso, o gesso do clube conta com um eficiente sistema de drenagem que permite que as partidas sejam disputadas sob forte chuva.

## Uniformes

### Uniformes atuais
- 1º - Camisa, calção e meias vermelhas.
- 2º - Camisa, calção e meias verdes;

| 1º Uniforme | 2º Uniforme |